# Olduvien
Olduvien je najranija arheološka kultura donjega paleolitika, nazvana prema eponimnom nalazištu, Olduvajskom klancu u Tanzaniji (Olduvai). Prisutna je na nalazištima istočne i južne Afrike. Uglavnom su to grubo obrađena oruđa od lokalnoga kamena, pogodna za razbijanje životinjskih kostiju, kopanje gomolja i sl. Nalazi se uglavnom pripisuju vrsti Homo habilis, no novija istraživanja upućuju na mogućnost da su ih izrađivale neke ranije vrste hominida. Najčešći su tipovi olduvienske kulture tzv. sjekači i sjeckala.
Olduvai (Oldupai) [engl. izg. ɔ:'ldəvai] je arheološko nalazište, klanac (dug oko 40 km) na rubu visoravni Serengeti u Tanzaniji. U naslagama, debljine oko 100 m, otkriveni su arheološki i antropološki ostatci ključni za razumijevanje najranije povijesti čovječanstva. Otkrio ga je Hans Reck (1913), a sustavno su ga 1953–75. istraživali L. S. B. Leakey i njegova žena M. D. Leakey. Sadrži četiri glavna ležišta. Prema nalazima iz ležišta I utvrđena je izradba prvoga i najjednostavnijega kamenog alata – kultura oblutaka. Pronađeni su i nalazi robusnog australopiteka (Australopithecus robustus), nekada zvanoga Zinjanthropus, i čovjeka vrste Homo habilis. Starost ležišta I iznosi približno 1,9 do 1,6 milijuna godina, a mlađih ležišta približno 1,6 milijuna do 700 000 god.; potonja sadrže acheuléenske šačnike i ostatke čovjeka vrste Homo erectus. U Olduvaiju su utvrđeni i ostatci čovjeka vrste Homo sapiens, stari oko 17 000 godina.